# Gauja
Gauja (estonski: Koiva jõgi, njemački: Livländische Aa) je rijeka koja teče sjeverom Latvije (regija Vidzeme) i uz latvijsko-estonsku granicu. Jedina je duža rijeka u Latviji koja izvire i završava svoj tok u njoj. Duga je 452 kilometra, od čega petina odnosno 93,5 kilometara teče Nacionalnim parkom Gauja. U tom dijelu svoga toka, rijeka protječe dolinom Gauja, koja je ostala poznata kao mjesto gdje se odvijao Livonski križarski rat, čemu svjedoče i mnoge ruševine dvoraca i utvrda. Dolina je široka između 1 i 2,5 kilometara, a najveća dubina izmjerena je kod grada Sigulde. U dolini rijeke nalaze se stijene iz devonskog perioda stare između 300 i 370 milijuna godina. Gauja se ulijeva u Riški zaljev, a preko njega u Baltičko more, pa pripada baltičkom slijevu.

## Vanjske poveznice
|  | Zajednički poslužitelj ima još gradiva o temi Gauja |

- (let.) (engl.) Službene stranice Nacionalnog parka Gauja